# Sint-Petrus-en-Pauluskerk (Tilburg)

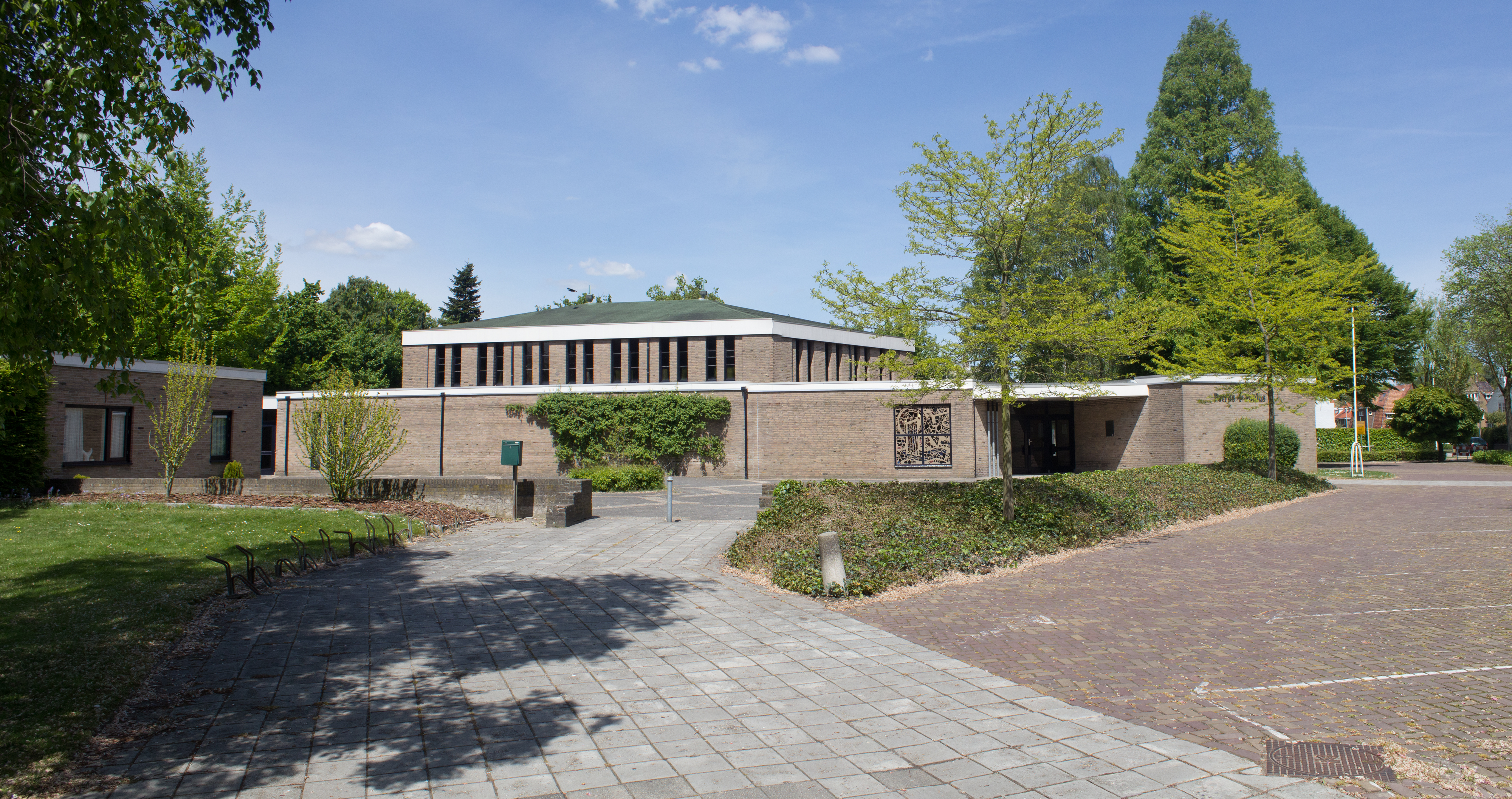
Sint-Petrus-en-Pauluskerk

De Sint-Petrus-en-Pauluskerk is een rooms-katholiek kerkgebouw in de stad Tilburg, gelegen aan de Vierwindenlaan 11.

## Geschiedenis
De parochie begon met een noodkerk, die in 1957 gereed kwam aan de Burgemeester Rauppstraat voor de wijk Zorgvlied in Tilburg-west. Deze kerk werd in 1969 ingeruild voor de definitieve kerk, welke werd ontworpen door architectenbureau H.H.J. Lelieveldt.

## Gebouw
De kerk werd gebouwd in de stijl van het naoorlogs modernisme. De zeshoekige kerkzaal wordt omringd door bijgebouwen, die eveneens een (deel van een) zeshoek vormen. Het is een laag gebouw met een plat dak, de kerkzaal steekt daar bovenuit en vanuit smalle hoge vensters kan er licht in deze zaal binnenvallen.
Om de kerkzaal heen vindt men een drietal kapellen. In de Mariakapel staat een 17e-eeuws Mariabeeld. De glas-in-loodramen werden vervaardigd door Marius de Leeuw. Het orgel is van 1969 en werd gebouwd door de firma Pels & Van Leeuwen.
De muren van de kerk zijn bekleed met bakstenen. De kerk heeft geen toren.